# Atletico Roma Football Club
Maillots
L'Atletico Rome (nom complet : Atletico Roma Football Club), était un club de football de la ville de Rome, la capitale du pays. Il est créé en 2005 avec la fusion de l'AS Lodigiani et du Cisco Calcio Rome (ancien Cisco Tor Sapienza) et dissout en 2011.

## Histoire du club

### Dates clés
- 2005 : création du club, avec la fusion de l'AS Lodigiani et du Cisco Calcio Rome pour former l'AS Cisco Rome
- 2010 : le club est rebaptisé Atletico Rome
- 2011 : fermeture du club.

### Historique
Lors de la saison 2009-2010, il joue en Ligue Pro Deuxième Division et il est promu en Ligue Pro Première Division la saison suivante, avant d'être dissous en 2011.
Il reste cinq saisons en Serie C2 (D4) et une seule saison en Serie C1 (D3).

## Image et identité

### Historique du logo

Cisco Calcio Rome (2003-2004)
AS Cisco Rome (2005-2010)
Atletico Rome (2010-2011)